# Valle Crucis Abbey
Valle Crucis Abbey (Llanegwast) ist eine ehemalige Zisterzienserabtei rund 2½ km nordnordwestlich von Llangollen an der Straße A 542 nach Ruthin in Denbighshire (früher Clwyd) in Wales.

## Geschichte
Die Abtei war ein Tochterkloster von Strata Marcella Abbey aus der Filiation der Primarabtei Clairvaux. Der Bau von Valle Crucis begann um 1201. Fürst Madog ap Gruffydd Maelor und sein Sohn Gruffydd Maelor ap Madog statteten die junge Abtei großzügig aus; beide wurden hier 1236 bzw. 1270 bestattet. Auf dem niedrigeren Mauerwerk der Kirche und im südlichen Klosterbereich sind Spuren eines Brandes aus der Zeit bald nach dem Tod des Gründers zu finden. Der folgende Wiederaufbau war bereits weit fortgeschritten, als sich die Abtei während der walisischen Feldzügen von Eduard I. in den Jahren 1276/77 und 1282/83 unversehens auf der Verliererseite wiederfand. Die später gewährte Entschädigung sicherte jedoch die Existenz der Abtei bis ins nächste Jahrhundert. Nach dem Auftreten der Pest in Wales verringerte sich die Zahl der Mönche. Während des 15. Jahrhunderts nahm der Reichtum der Abtei sicher zu, denn die Gastfreundschaft seiner Äbte wurde vielfach besungen; andererseits waren nur noch wenige Brüder übrig.
1537 wurde Valle Crucis als eines der kleineren Häuser aufgelöst, obwohl sein Wohlstand sicher nicht mit dem vieler englischer Abteien vergleichbar war. Dinge von Wert wanderten nach und nach in die umliegenden Dorfkirchen, und die Anlage blieb sich selbst überlassen. Ein Haus wurde im späten 16. Jahrhundert noch einmal bewohnt, und im 18. Jahrhundert wurden einige Häuser mit neuen Dächern versehen und als Farm genutzt. Zusätzliche Zerstörung setzte schließlich im 19. Jahrhundert ein, als die Gebäude der Bevölkerung als Steinbruch dienten.

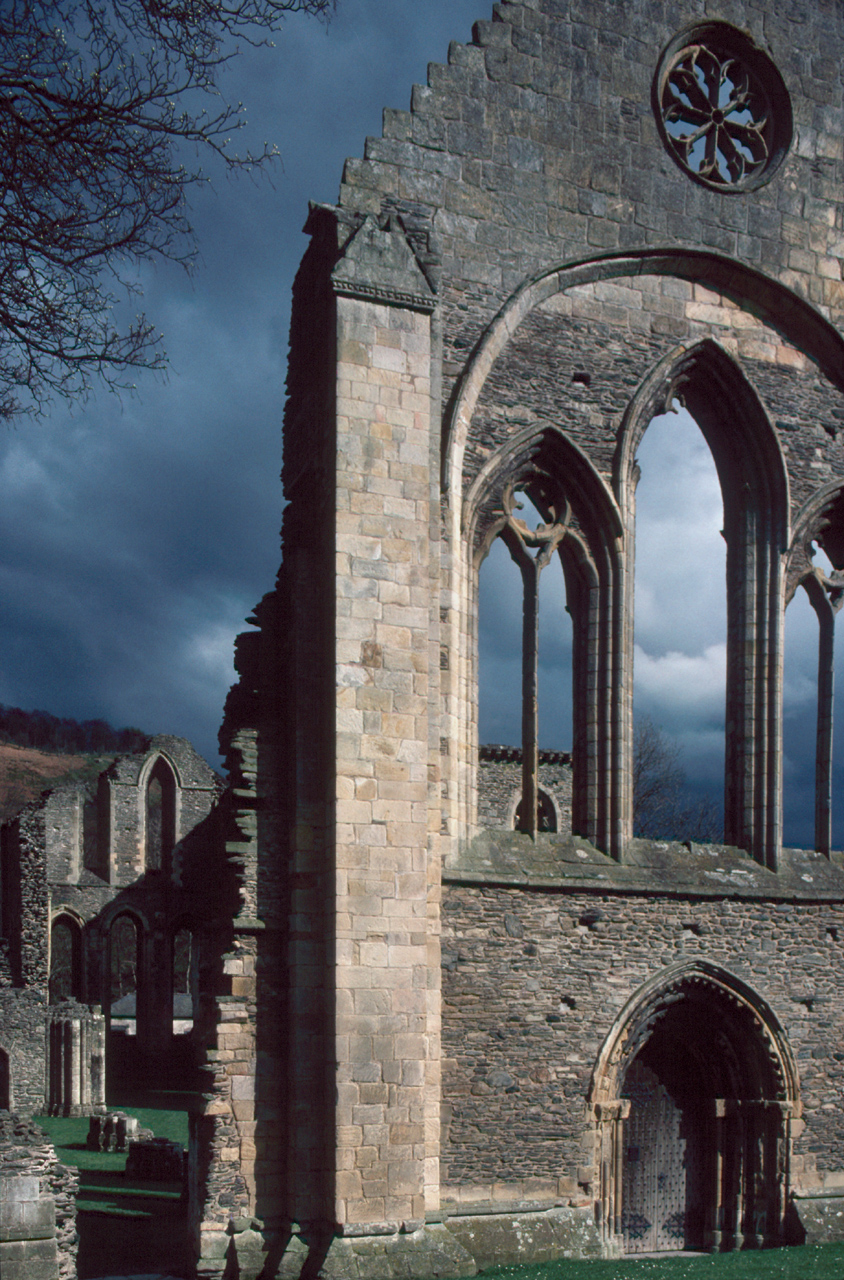
Kirche der Abtei

Mitte bis Ende des 19. Jahrhunderts wurden erste Ausgrabungen sowie Arbeiten zur Erhaltung der Ruinen durchgeführt. Der Schlafsaal beherbergt eine schöne Sammlung mittelalterlicher Skulpturen, und es gibt eine kleine Ausstellung, die das klösterliche Leben der Zisterzienser von Valle Crucis lebendig werden lässt.
Der volkstümliche Name „Kreuztal“ geht wohl auf eines der berühmten Hochkreuze von Wales, Eliseg's Pillar, zurück, das fast drei Meter misst und immer noch an seinem Platz nahe bei der Abtei steht. Die lateinische Inschrift des Kreuzes ist aus dem 9. Jahrhundert und besagt, dass es von Cyngen für seinen Ahn Eliseg errichtet wurde; Cyngen starb um 854 auf einer Pilgerfahrt nach Rom. Eliseg wurde anscheinend auch für die umliegenden Eglwyseg Mountains und Eglwyseg Rocks als Namensgeber in Anspruch genommen; er soll das Land Powys von den Sachsen befreit haben.

## Bauten und Anlage
Heute sind nur noch die Ruinen der Klosterkirche und einiger Nebengebäude zu sehen. Die Kirche liegt im Norden der Anlage. Sie hatte ein dreischiffiges Langhaus zu fünf Jochen von bescheidenen Ausmaßen, ein Querhaus aus dem frühen (Nordquerhaus) und späten (Südquerhaus) 13. Jahrhundert mit je zwei Seitenkapellen im Osten und einen rechteckigen Chor mit drei Lanzettfenstern und darüber zwei erhaltenen (und einem abgegangenen) weiteren Fenstern. Der Kreuzgang liegt im Süden (rechts) von der Kirche; der viersäulige Kapitelsaal wurde im 14. Jahrhundert erneuert. Darüber liegt das Dormitorium, dessen Dach erneuert worden ist.

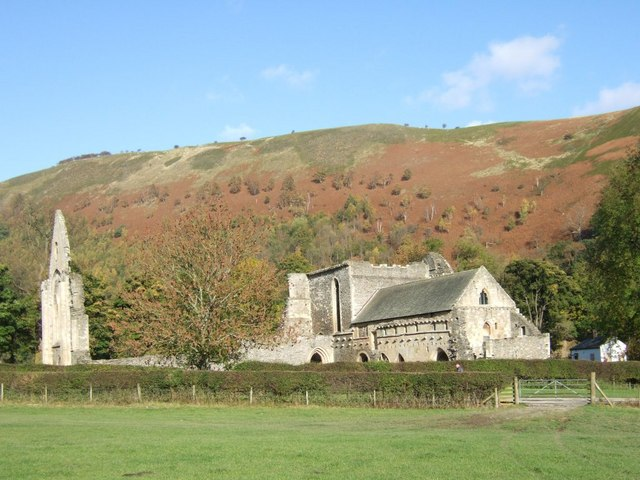
Gesamtanlage (Foto Bryan Pready)
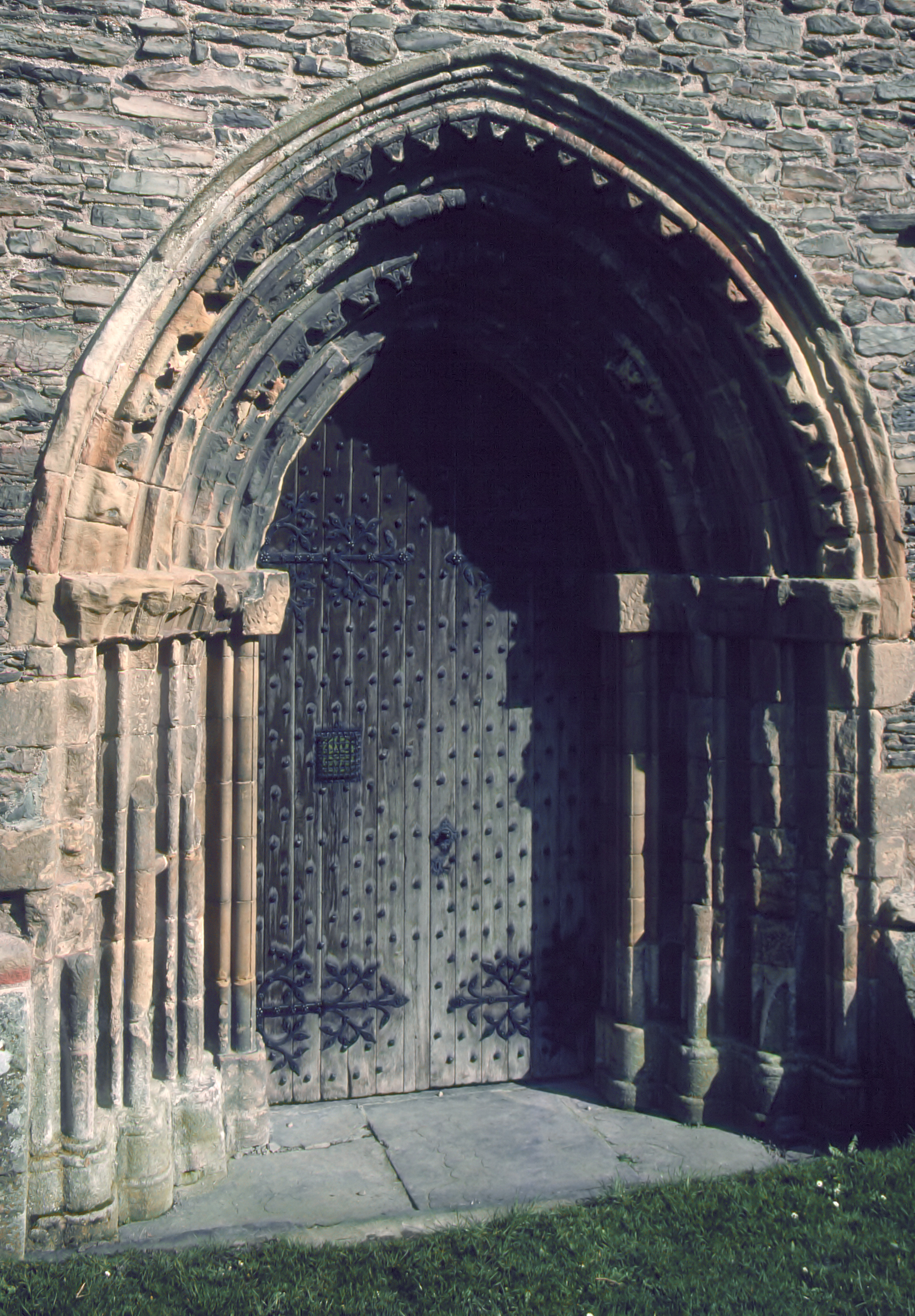
Kirchenportal
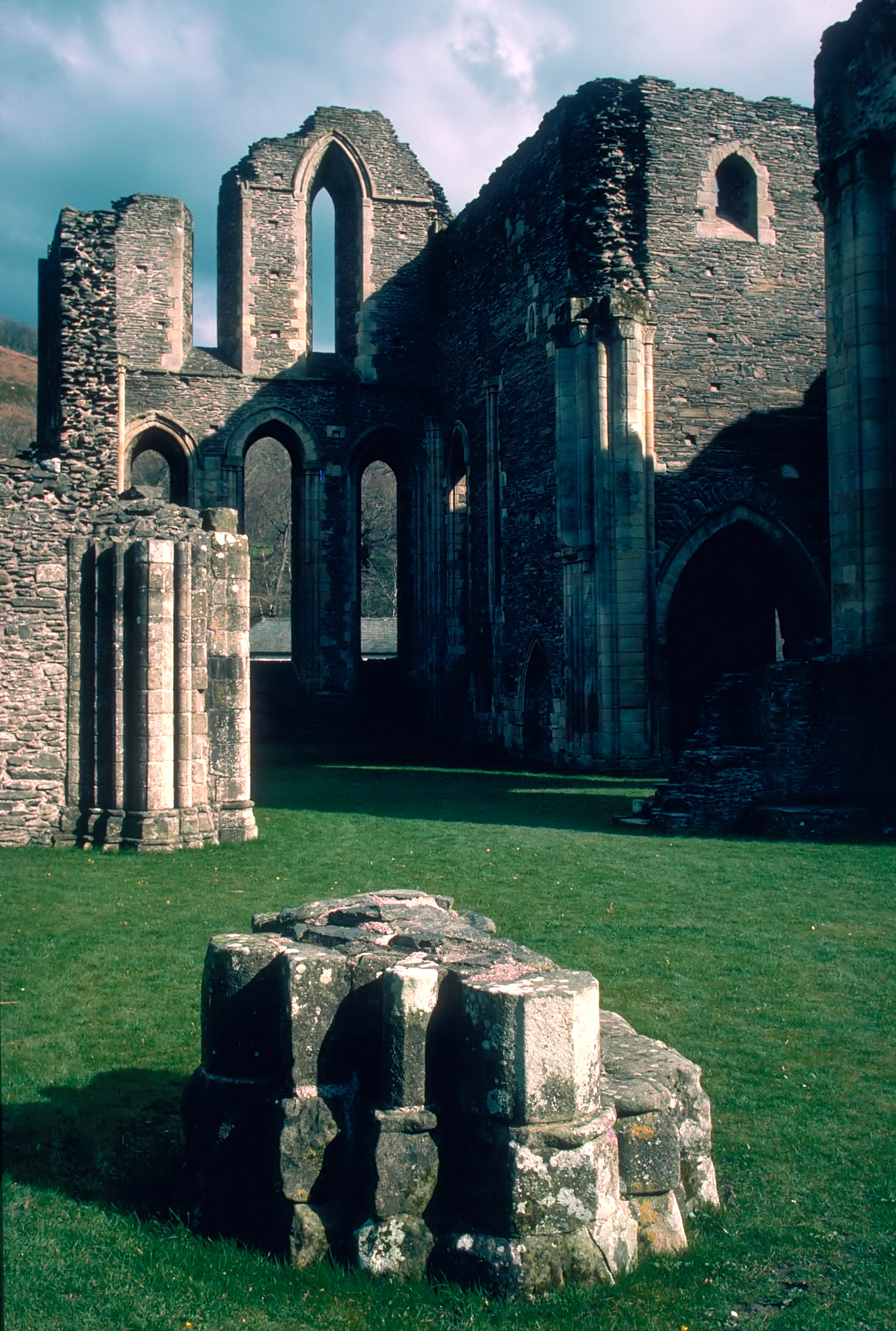
Kircheninneres
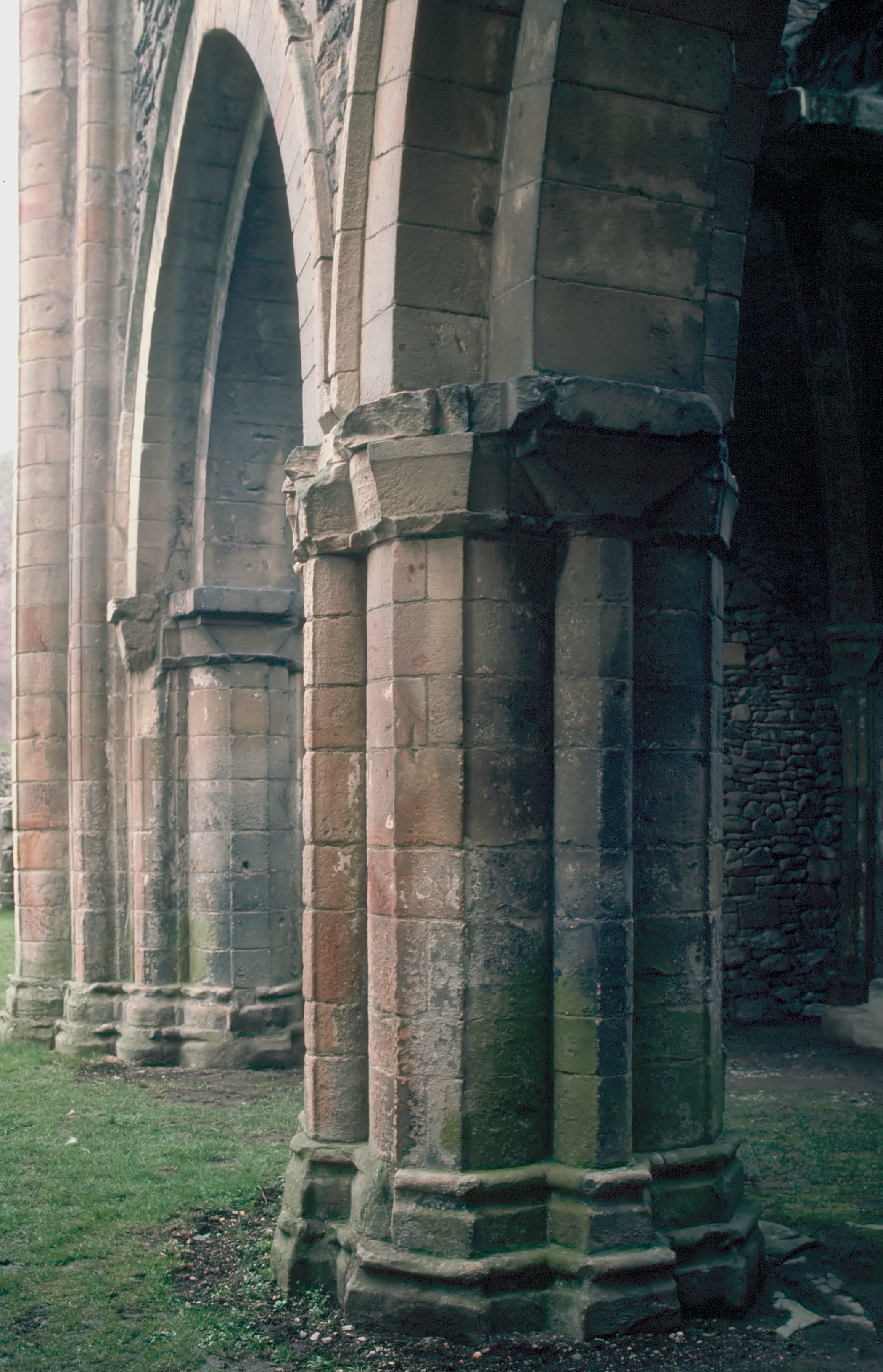
Arkade
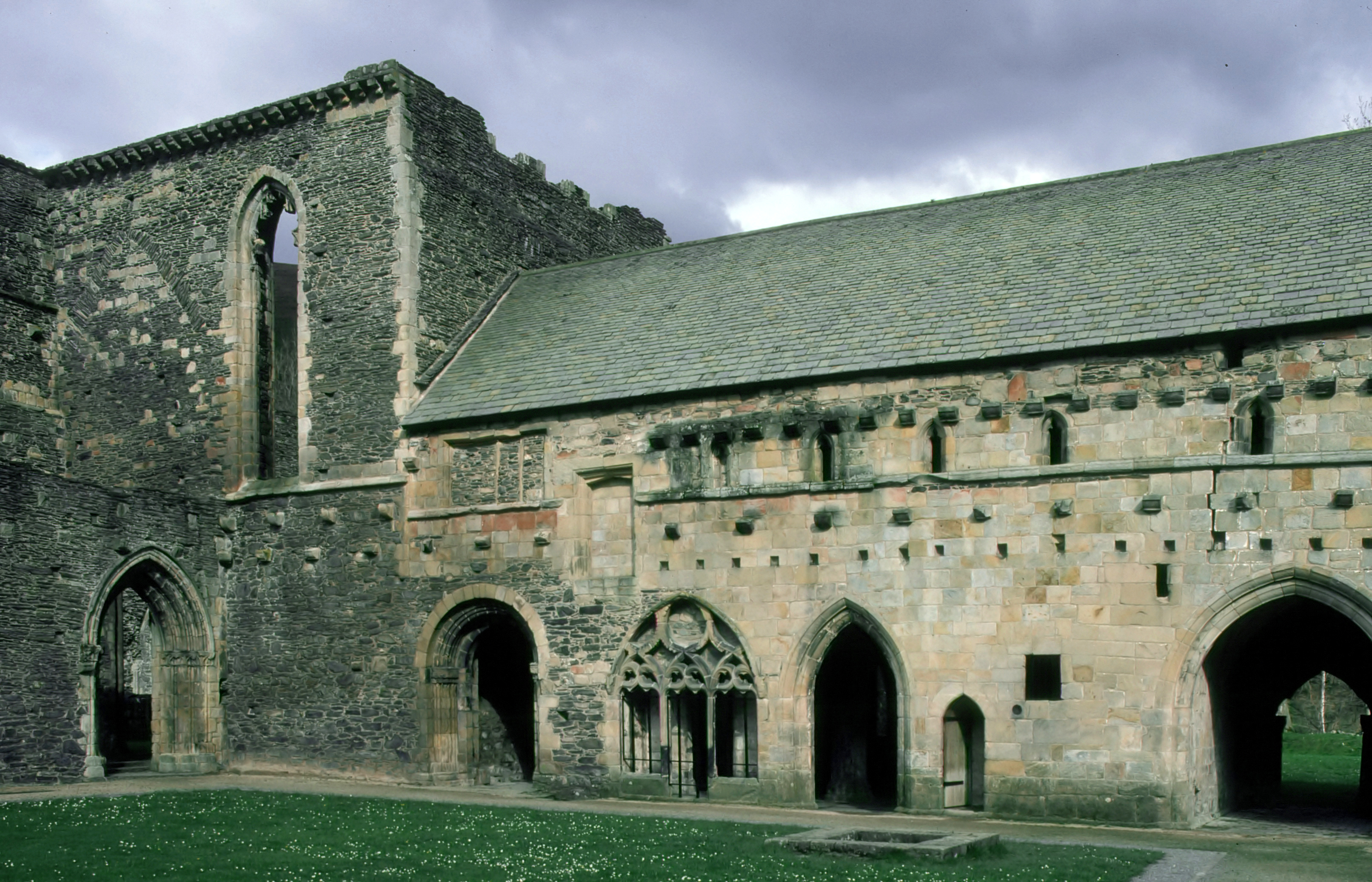
Kapitelhaus mit Dormitorium
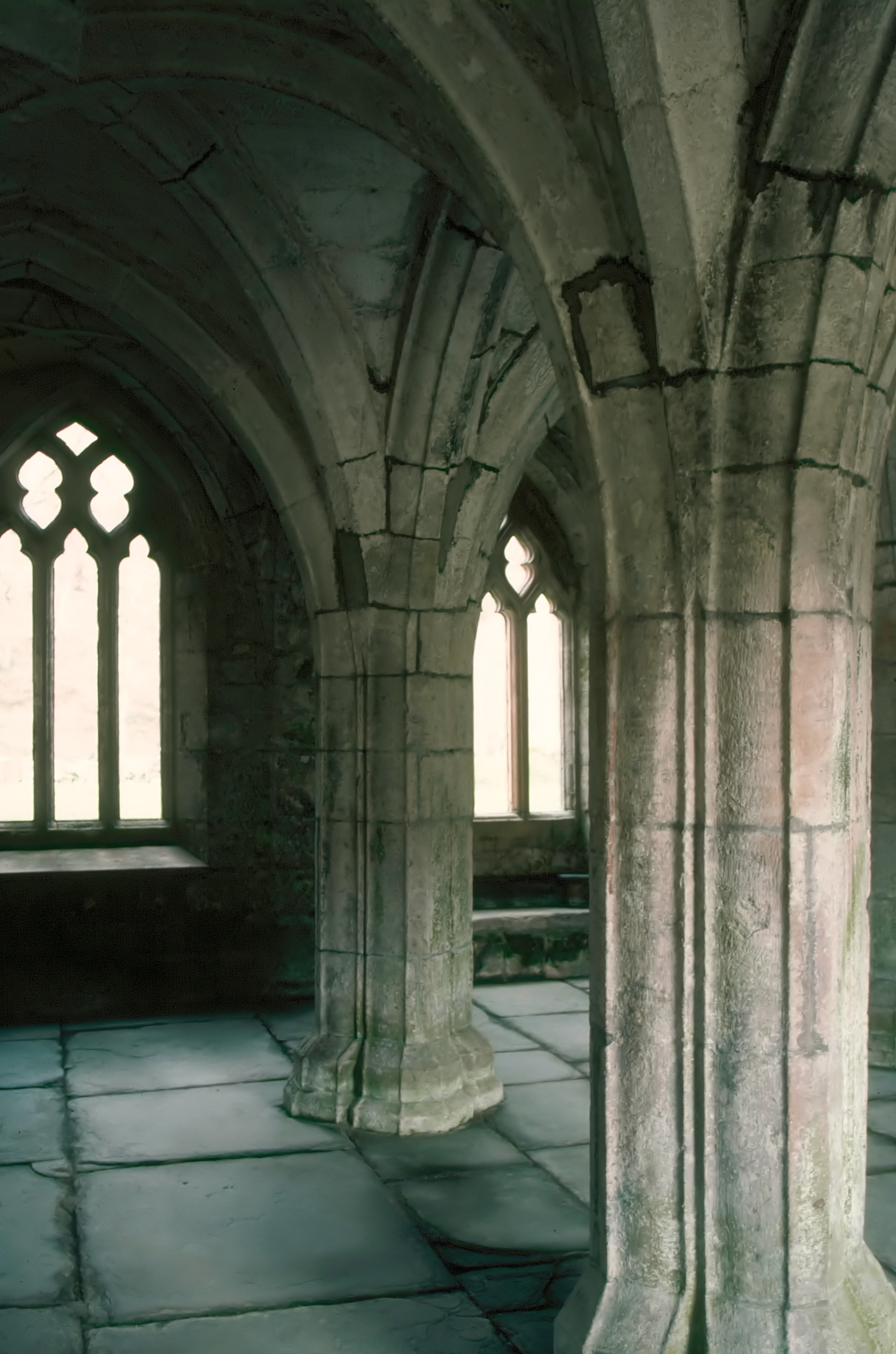
Kapitelsaal